# Łypowe (rejon bachmucki)
Łypowe (ukr. Липове) – wieś na Ukrainie, w obwodzie donieckim, w rejonie bachmuckim. W 2001 liczyła 56 mieszkańców.